# Günther Eger
Günther Eger   (Tegernsee, 7 de setembre de 1964) és un pilot de bob alemany, ja retirat, que va competir durant la dècada de 1990.
El 1992 va prendre part en els Jocs Olímpics d'Hivern d'Albertville. Fent parella amb Christoph Langen guanyà la medalla de bronze en la cursa de bobs a dos del programa de bobsleigh.
En el seu palmarès també destaca una medalla de plata al Campionat d'Europa de bob de 1992.